# Myophonus blighi
Myophonus blighi е вид птица от семейство Muscicapidae. Видът е застрашен от изчезване.

## Разпространение
Разпространен е в Шри Ланка.